# MAN SG 242
De MAN SG 242 is een gelede bustype, geproduceerd door de Duitse busfabrikant MAN van 1985 tot 1999. De bus was een tweede generatie VÖV bus en bedoeld voor stedelijk gebruik. De MAN SG 272 werd in 1985 geïntroduceerd als de vervanger van de MAN SG 240. De MAN SG 242 was een doorontwikkeling van de SG 242 H, waarbij de SG 242 H was een kortere versie van de SG 242. De SG 242 H ging in 1990 al uit productie en werd vervangen door de MAN NG 272. De SG 242 werd officieel toen ook vervangen door de NG 272, maar ging officieel pas in 1999 uit productie en werd toen vervangen door de MAN A23.

## Inzet
De bussen werden ingezet in verschillende landen, waaronder Duitsland. De meeste bussen zijn inmiddels buiten dienst.
| Bedrijf            | Serie     | Aantal    | Inzet     | Opmerking |
| Duitsland          | Duitsland | Duitsland | Duitsland | Duitsland |
| ------------------ | --------- | --------- | --------- | --------- |
| Stadtwerke Münster | 8915-8916 | 2         | Münster   |           |
| Stadtwerke Münster | 9115-9119 | 5         | Münster   |           |